# Radomyšl
Radomyšl (en allemand : Radomischl) est un bourg (městys) du district de Strakonice, dans la région de Bohême-du-Sud, en République tchèque. Sa population s'élevait à 1 365 habitants en 2024.

## Géographie
Radomyšl se trouve à 7 km au nord-nord-est de Strakonice, à 56 km au nord-ouest de České Budějovice et à 93 km au sud-sud-ouest de Prague.
La commune est limitée par Lažany, Blatná et Sedlice au nord, par Velká Turná et Osek à l'est, par Rovná et Řepice au sud, et par Droužetice et Chrášťovice à l'ouest.

## Histoire
La première mention écrite du village date de 1284. Radomyšl a le statut de městys depuis le 10 octobre 2006.

## Administration
La commune se compose de sept sections :
- Domanice
- Kaletice
- Láz
- Leskovice
- Podolí
- Radomyšl
- Rojice

## Galerie

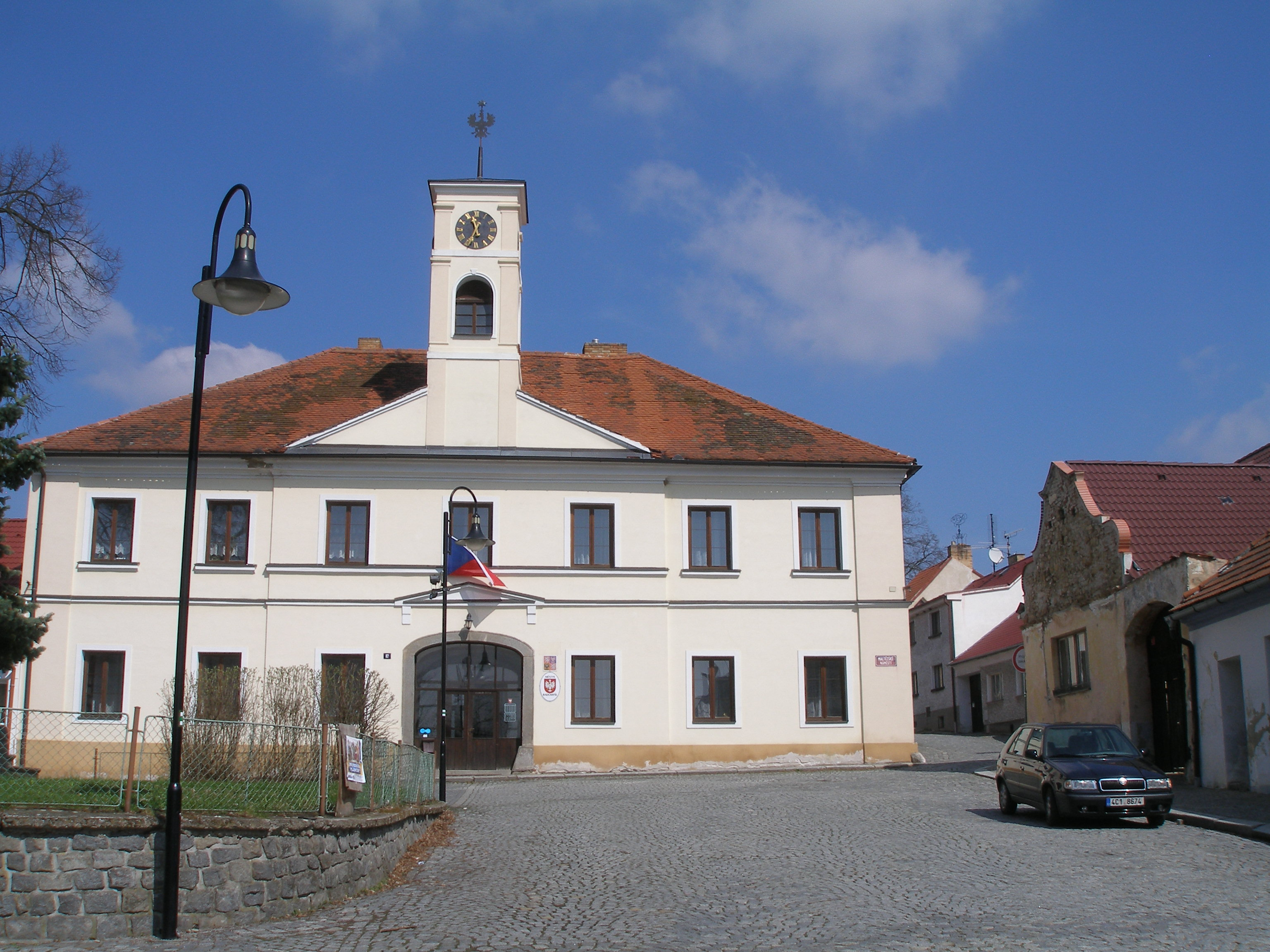
Radomyšl : hôtel de ville.
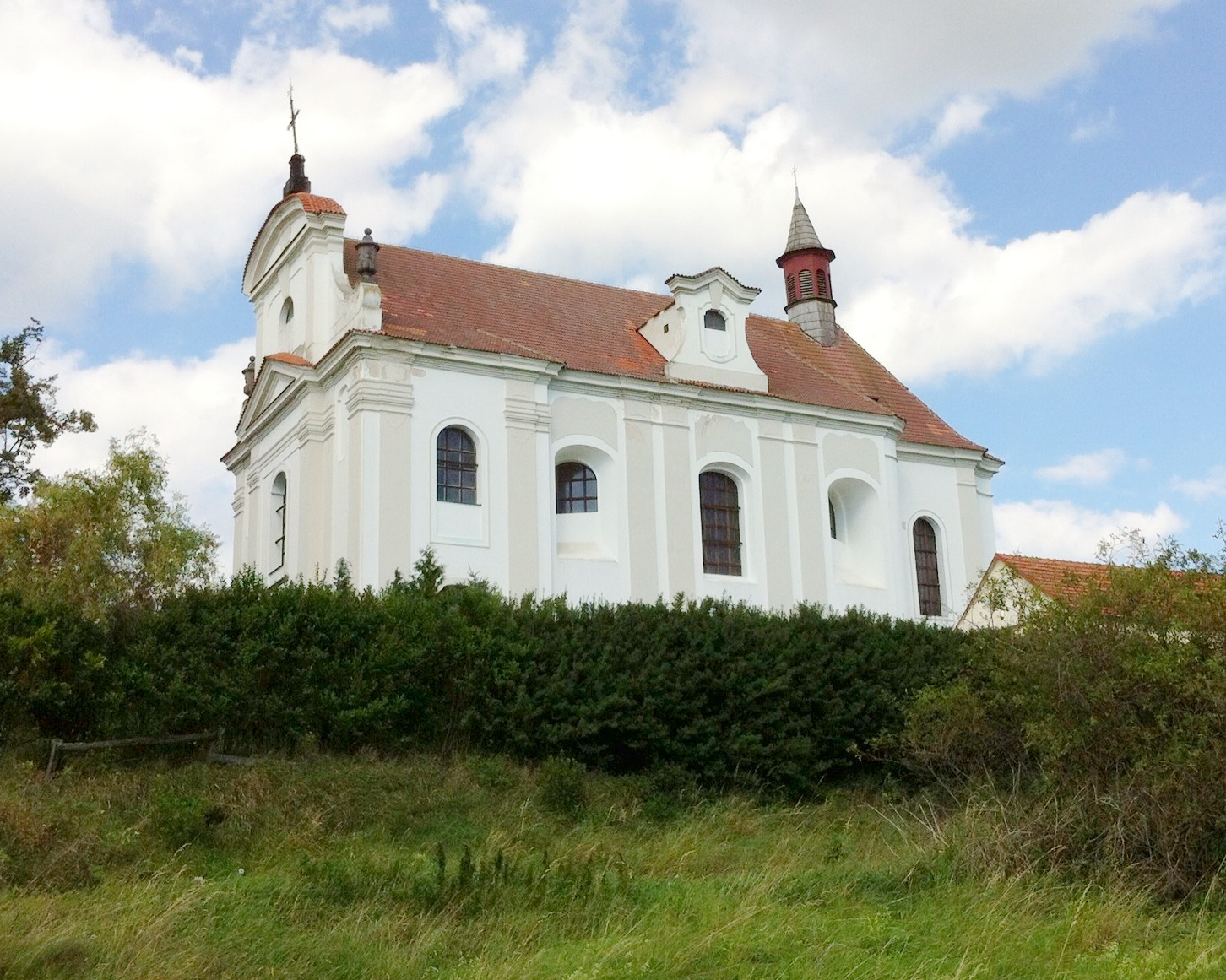
Église Saint-Jean-Baptiste.

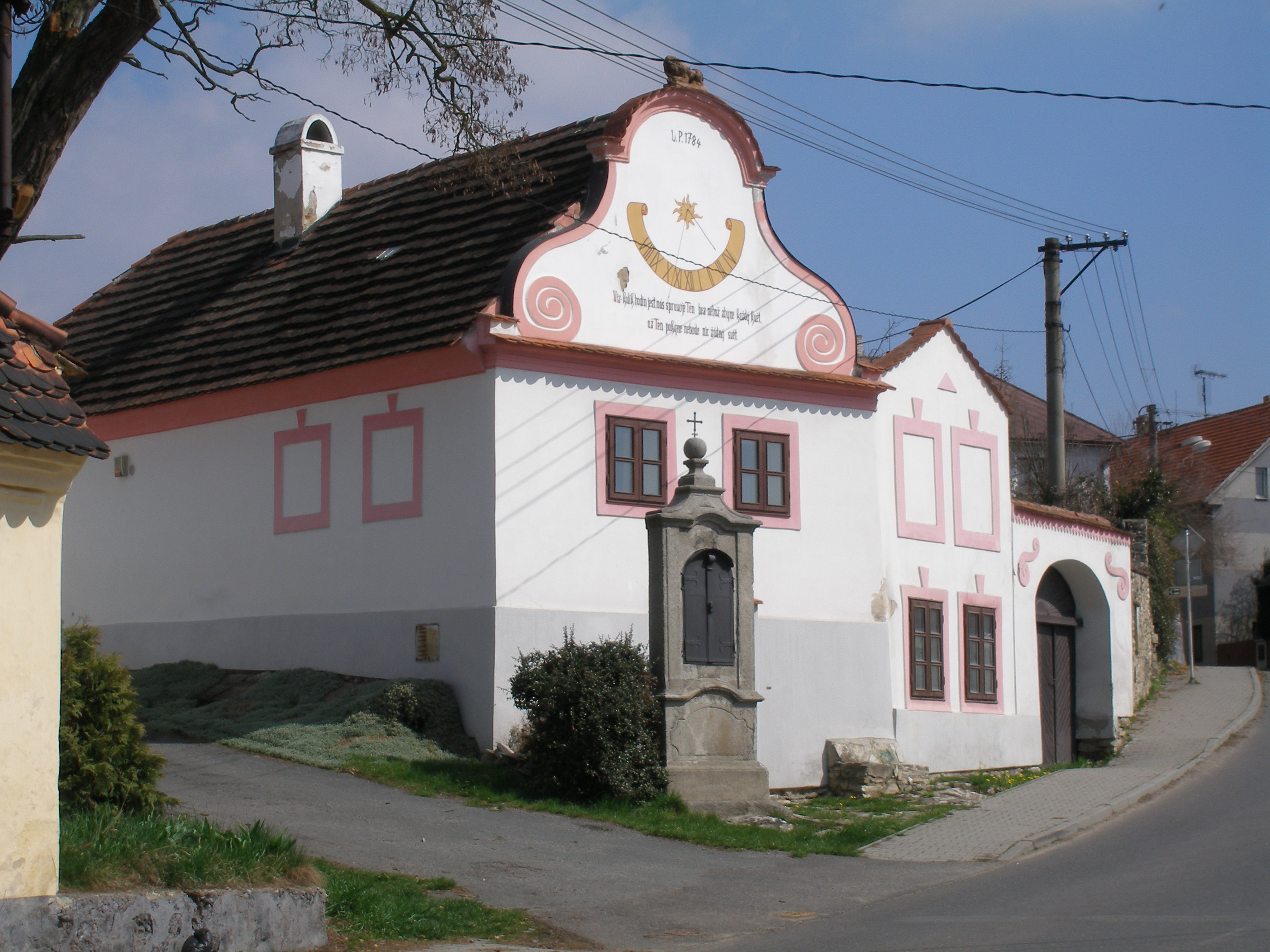
Maison à Radomyšl.
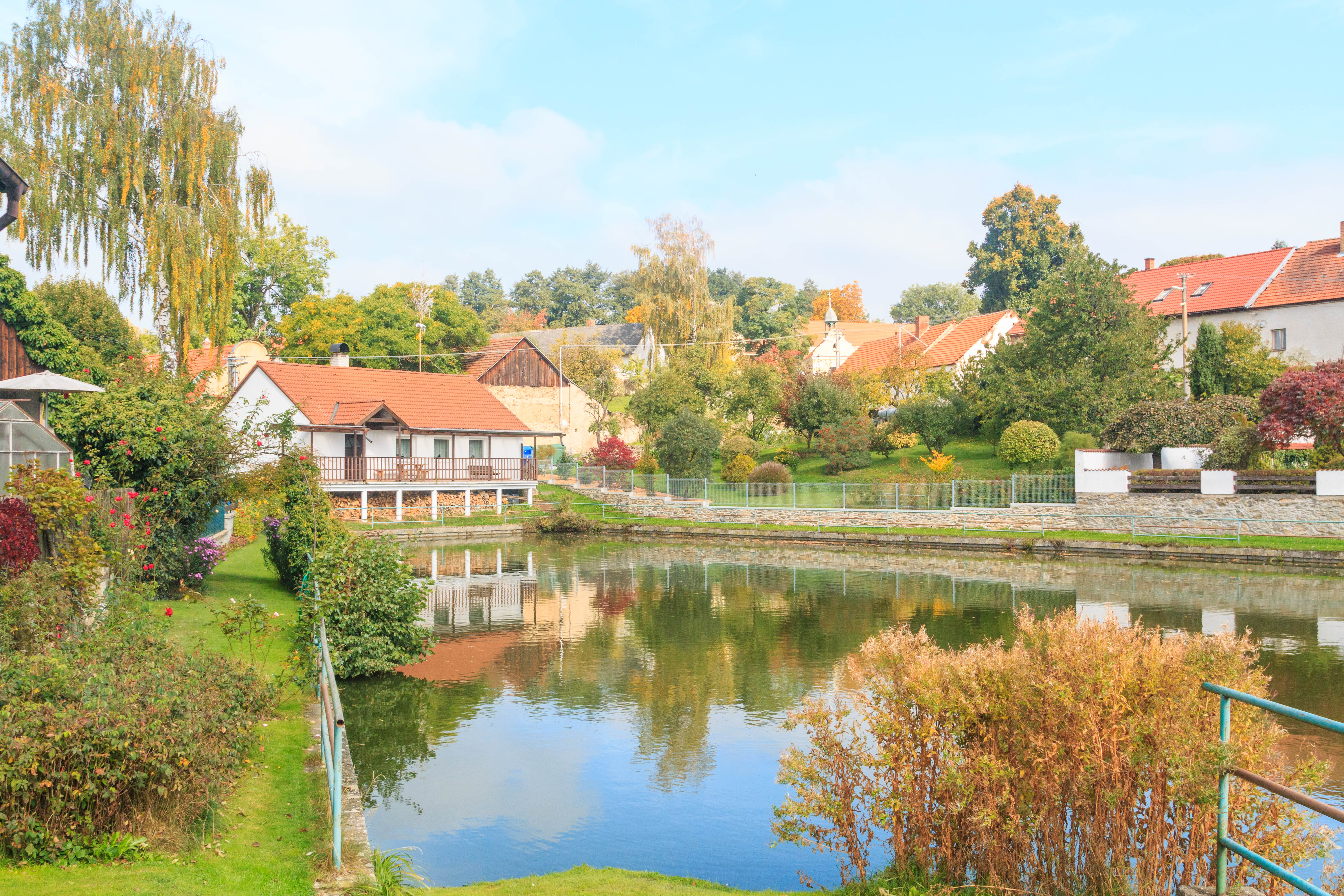
Hameau de Leskovice.

## Transports
Par la route, Radomyšl se trouve à 11 km de Strakonice, à 69 km de České Budějovice et à 133 km de Prague.

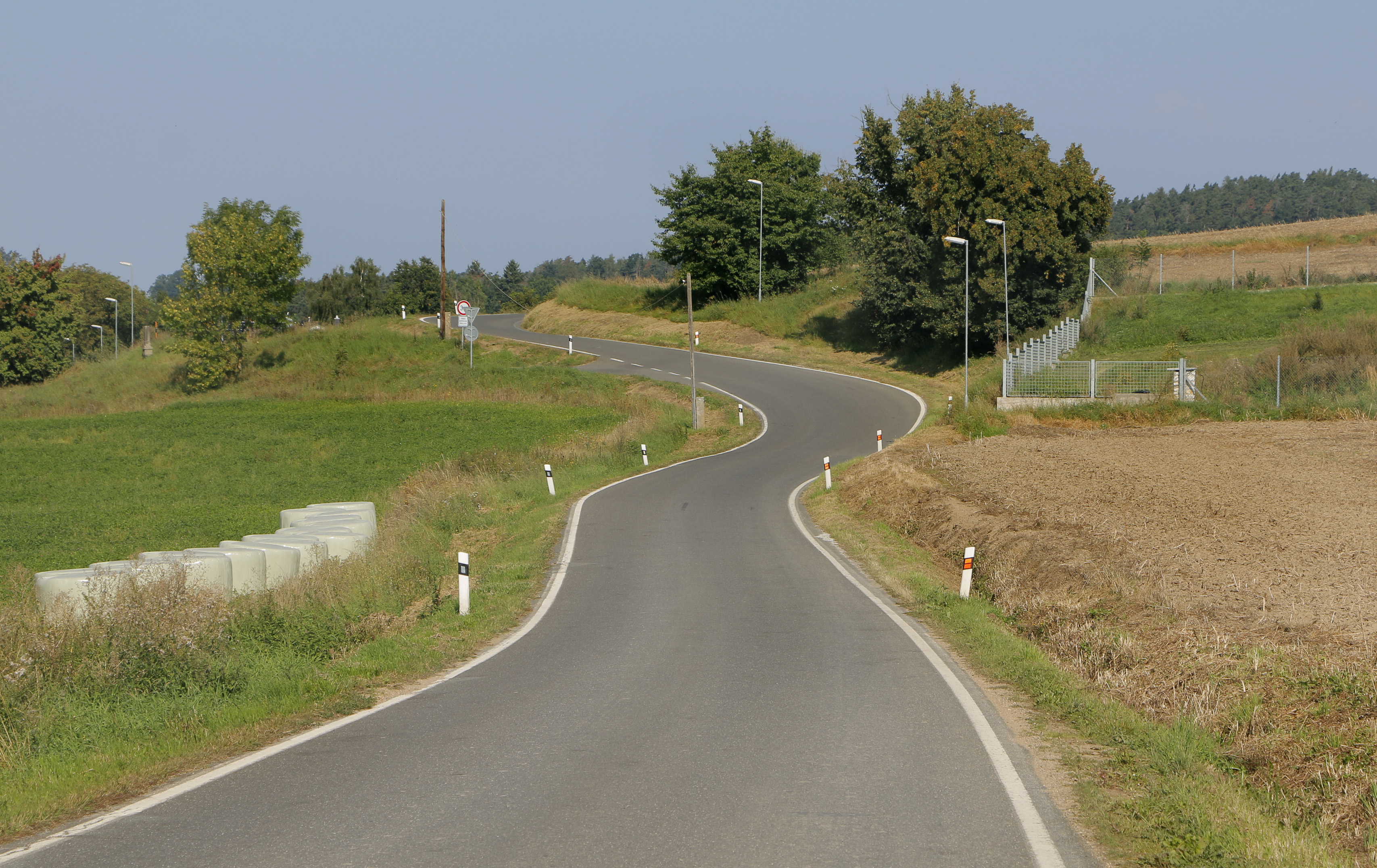
Route 139 près de Radomyšl.